# ناتالیا بیلوخا
ناتالیا بیلوخا (انگلیسی: Nataliya Bilukha؛ زادهٔ ۲۲ ژانویهٔ ۱۹۷۱) ورزشکار Archery اهل Ukrainian است.وی همچنین از کمانداران بازی‌های المپیک تابستانی ۱۹۹۶ بوده است.